# 卯木肇
卯木 肇（うのき はじめ、1930年7月11日 - ）は、日本の実業家。アイワ代表取締役社長、同会長や、スカイパーフェクト・コミュニケーションズ（現スカパーJSAT）代表取締役会長、同社長を務めた。

## 人物・経歴
福岡県出身。一橋大学商学部卒業後、1954年4月ゼネラル物産株式会社（現三井物産株式会社）入社。1959年10月、海外貿易要員第1期としてソニー株式会社に入社し、外国部配属。
ソニー入社数ヶ月でアフリカ出張を行い、エジプトからアフリカ大陸に入り、南アフリカ、西アフリカと、半年間アフリカ大陸を周って代理店契約の相手方候補の調査を行い、海外販路の開拓を行った。ソニー・アメリカ駐在やソニー外国部長株式会社などを経て、1977年10月ソニー株式会社取締役、1984年1月ソニー株式会社専務取締役。
1986年2月アイワ株式会社代表取締役副社長、1990年6月アイワ株式会社代表取締役社長、1996年6月アイワ株式会社代表取締役会長。海外生産比率を高め、1995年には連結経常利益179億円を達成した。
1997年6月ジェイ・スカイ・ビー株式会社（JスカイB）代表取締役会長に就任。1998年5月、日本デジタル放送サービス株式会社（のちのにスカイパーフェクト・コミュニケーションズ）との合併に伴い同社代表取締役会長、1999年4月同社代表取締役社長。2000年のディレクTVの放送終了に伴うユーザーをスカパー!に移行させたことで、日本のCS放送をほぼ独占、コンテンツ購入に力を入れた。
2001年6月スカイパーフェクト・コミュニケーションズ社長退任。同年HUMAX日本法人代表取締役社長に就任。グラフテック株式会社取締役、株式会社光波顧問なども務めた。